# بطولة العالم لسباق الدراجات على الطريق 2015
بطولة العالم لسباق الدراجات على الطريق 2015 هي الدورة ال88 من بطولة العالم لسباق الدراجات على الطريق، أجريت في ريتشموند (فيرجينيا)، الولايات المتحدة.

## الدول المشاركة
791 متسابق من 76 اتحاد وطني و40 فريق رياضي.
| مشاركة الاتحادات الوطنية |
| --- |
| - الجزائر - أندورا - الأرجنتين - أستراليا - النمسا - أذربيجان - بلجيكا - برمودا - البوسنة والهرسك - بيلاروسيا - البرازيل - بلغاريا - كندا - تشيلي - كولومبيا - كوستاريكا - كرواتيا - قبرص - التشيك - الدنمارك - الإكوادور - إريتريا - السلفادور - إستونيا - فنلندا - فرنسا - المملكة المتحدة - ألمانيا - اليونان - غواتيمالا - GUM - المجر - جمهورية أيرلندا - إسرائيل - إيطاليا - اليابان - كازاخستان - كوريا الجنوبية - لاتفيا - لبنان - ليتوانيا - لوكسمبورغ - المغرب - مولدوفا - المكسيك - منغوليا - جمهورية مقدونيا - هولندا - النرويج - نيوزيلندا - الفلبين - بولندا - البرتغال - بورتوريكو - قطر - رومانيا - جنوب أفريقيا - روسيا - رواندا - سنغافورة - سانت كيتس ونيفيس - سلوفينيا - سلوفاكيا - صربيا - إسبانيا - السويد - سويسرا - تايلاند - أوكرانيا - الولايات المتحدة (المستضيف) - أوزبكستان - فنزويلا - زيمبابوي |

## النتائج النهائية
| المسابقة                    | ذهبية                         | فضية                            | برونزية                             |
| --------------------------- | ----------------------------- | ------------------------------- | ----------------------------------- |
| الرجال                      |                               |                                 |                                     |
| سباق الطريق ضد الساعة       | بيتر ساجان (سلوفاكيا)         | مايكل ماثيوز (دراج) (أستراليا)  | راموناس نافاردوساكاس (ليتوانيا)     |
| سباق الطريق المداري         | فاسيل كريانكا (بيلاروسيا)     | أدريانو مالوري (إيطاليا)        | جيروم كوبل (فرنسا)                  |
| سباق الطريق ضد الساعة للفرق | BMC Racing Team               | Etixx-Quick Step                | Movistar Team                       |
| السيدات                     |                               |                                 |                                     |
| سباق الطريق ضد الساعة       | ليندا فيلومسين (نيوزيلندا)    | أنا فان دير بريغين (هولندا)     | ليزا برينور (ألمانيا)               |
| سباق الطريق المداري         | ليزي ديجنان (المملكة المتحدة) | أنا فان دير بريغين (هولندا)     | ميغان غوارنير (الولايات المتحدة)    |
| سباق الطريق ضد الساعة للفرق | Velocio-SRAM                  | Boels-Dolmans                   | Rabo-Liv                            |
| رجال أقل من 23 سنة          |                               |                                 |                                     |
| سباق الطريق المداري         | Kévin Ledanois ‏ (فرنسا)       | سيموني كونسوني (إيطاليا)        | أنتوني تورجيس (فرنسا)               |
| سباق الطريق ضد الساعة       | مادس فورتز شميت (الدنمارك)    | ماكسيميليان شاخمان (ألمانيا)    | لينارد كامنا (ألمانيا)              |
| شبان                        |                               |                                 |                                     |
| سباق الطريق المداري         | فيليكس غال (النمسا)           | Clément Bétouigt-Suire (فرنسا)  | راسموس بيدرسن (الدنمارك)            |
| سباق الطريق ضد الساعة       | ليو أبيلت (ألمانيا)           | أدريان كوستا (الولايات المتحدة) | براندون ماكنولتي (الولايات المتحدة) |
| شابات                       |                               |                                 |                                     |
| سباق الطريق المداري         | كلو ديجيرت (الولايات المتحدة) | إيما وايت (الولايات المتحدة)    | Agnieszka Skalniak (بولندا)         |
| سباق الطريق ضد الساعة       | كلو ديجيرت (الولايات المتحدة) | إيما وايت (الولايات المتحدة)    | انا ليزا هال (أستراليا)             |